# José Manuel de la Torre
José Manuel "Chepo" de la Torre Menchaca (Guadalajara, 13 november 1965) is een voormalig Mexicaans voetballer en voormalig bondscoach van het Mexicaans voetbalelftal . Tussen januari 2011 en september 2013 leidde hij Mexico 27 keer naar een overwinning, een winstpercentage van 56%.

## Carrière
"Chepo" speelde na enkele Mexicaanse clubs één seizoen voor de Spaanse club Real Oviedo, waarvoor hij veel wedstrijden speelde en 8 doelpunten maakte. In de periode tussen 1987 en 1992 werd hij enkele malen opgeroepen voor het nationale elftal, maar hij mocht nooit spelen op een groot toernooi.
In 2005 begon hij met het trainen van professionele clubs. In 2006 won hij op een leeftijd van 40 jaar met Guadalajara het nationale kampioenschap; hiermee werd hij de jongste coach in het eerste decennium van de 21e eeuw die een kampioenschap won. Na drie jaar Guadalajara startte De la Torre in 2008 een nieuw seizoen bij Toluca. Het begin van het seizoen verliep niet goed, maar de club verbeterde zichzelf en won uiteindelijk de competitie. In 2009 werd Toluca verslagen door Pumas UNAM, maar in 2010 greep het de titel weer, door de strafschoppenserie van Santos Laguna te winnen.

### Bondscoach
Op 9 februari 2011 maakte De la Torre zijn debuut als bondscoach van Mexico, als opvolger van Efraín Flores, die de functie amper een jaar had vervuld. Het nationale team won thuis met 2-0 van Bosnië en Herzegovina. Het eerste toernooi van de coach was de CONCACAF Gold Cup 2011, die begon met een zege van 5-0 op El Salvador en gewonnen werd zonder nederlagen. Op 11 oktober 2011, bijna een jaar na zijn aantreden, verloor Mexico voor het eerst. In een vriendschappelijke interland won Brazilië met 2-1. In 2013 presteerde het team van De la Torre ondermaats. Nadat op 6 september werd verloren van Honduras in het kwalificatietoernooi voor het Wereldkampioenschap voetbal 2014, waardoor deelname aan het hoofdtoernooi in Brazilië onhaalbaar leek te worden, besloot de Mexicaanse voetbalbond hem te ontslaan. Het was de tweede nederlaag in het Aztekenstadion voor Mexico in 77 interlands.